# Eadmer
Eadmer o Edmer (ca. 1060 - ca. 1126) fue un historiador, teólogo y eclesiólogo inglés. Es conocido por ser un biógrafo contemporáneo de su arzobispo y compañero Anselmo de Canterbury, en su Vita Anselmi, y por su Historia novorum in Anglia, que presenta la personalidad pública de Anselmo. La historia de Eadmer está escrita para apoyar la primacía de Canterbury sobre York, una preocupación central para Anselmo.

## Biografía
Eadmer era de ascendencia anglosajona y nació poco después de la conquista normanda de Inglaterra en 1066. Se convirtió en monje en un monasterio benedictino de la Iglesia de Cristo en Canterbury, donde conoció a Anselmo, quien estaba visitando Inglaterra en esa época como abad de la abadía de Bec. La relación fue renovada cuando Anselmo se convirtió en arzobispo de Canterbury en 1093; luego, Eadmer no fue solo un discípulo de Anselmo, sino también su amigo y director, al ser nombrado formalmente para esta posición por el papa Urbano II.
En 1120, Eadmer fue nombrado obispo de Saint Andrews; sin embargo, como los escoceses no querían reconocer la autoridad de la sede de Canterbury, nunca fue consagrado y, poco después, renunció a su pretensión de ser obispo. Su muerte habría ocurrido durante o después de 1126, aunque también se señala el 13 de enero de 1123 como fecha posible.
Eadmer fue acreditado como uno de los más serios proponentes del dogma católico de la Inmaculada Concepción de la Bienaventurada Virgen María, cuando defendió tradiciones populares en su De Conceptione sanctae Mariae.

## Obra literaria
Eadmer dejó gran cantidad de escritos, el más importante de los cuales fue Historia novorum in Anglia, una obra que trata principalmente de la historia de Inglaterra entre 1066 y 1122. Si bien se centró principalmente en asuntos eclesiásticos, su Historia es uno de los escritos más valiosos de su tipo. Fue editado por John Selden en 1623; mientras que la Vita Anselmi fue editada por Martin Rule para la Rolls Series (London, 1884). R. W. Southern reeditó Vita Anselmi en 1963 con una traducción a contrapágina, mientras que Geoffrey Bosanquet tradujo el texto de Historia Novorum en 1964.  
La Vita Anselmi, escrita alrededor de 1124 e impresa por primera vez en Amberes en 1551, es probablemente la mejor biografía contemporánea del santo. Destacan en menor medida las biografías de Eadmer de Dunstán, del arzobispo de Canterbury Bregowine y del arzobispo de York Oswaldo. Los manuscritos de la mayor parte de las obras de Eadmer se encuentran albergados en la biblioteca del Corpus Christi College de la Universidad de Cambridge.

### Obras
- Historia novorum, ed. M. Rule, Eadmeri Historia novorum in Anglia. Rolls Series 81. 1884.
- Vita S. Anselmi "Life of St Anselm" (c. 1124), ed. y tr. R.W. Southern, Eadmer, The life of St Anselm, archbishop of Canterbury. 2º ed. OMT. Oxford, 1972.
- Vita S. Oswaldi "Life of St Oswald" y Miracula S. Oswaldi, ed. and tr. Bernard J. Muir and Andrew J. Turner, Eadmer of Canterbury. Lives and Miracles of Saints Oda, Dunstan, and Oswald. OMT. Oxford, 2006. 213-98 and 290–324; ed. J. Raine, Historians of the Church of York and its Archbishops. Rolls Series 71. 3 vols: vol 2. Londres, 1879. 1–40 and 41–59.
- Vita Wilfridi Episcopi "Life of Bishop Wilfrid", ed. J. Raine, Historians of the Church of York and its Archbishops. Rolls Series 71. 3 vols: vol 1. Londres, 1879. 161–226.
- Breviloquium Vitae Wilfridi, ed. J. Raine, Historians of the Church of York and its Archbishops. Rolls Series 71. 3 vols: vol 1. Londres, 1879. 227-37.
- Vita S. Odonis "Life of St Oda", Archbishop of Canterbury, ed. and tr. Bernard J. Muir and Andrew J. Turner, Eadmer of Canterbury. Lives and Miracles of Saints Oda, Dunstan, and Oswald. OMT. Oxford, 2006. 1–40.
- Vita S. Dunstani "Life of St Dunstan", Archbishop of Canterbury, and Miracula S. Dunstani, ed. and tr. Bernard J. Muir y Andrew J. Turner, Eadmer of Canterbury. Lives and Miracles of Saints Oda, Dunstan, and Oswald. OMT. Oxford, 2006. 41–159 and 160–212; ed. W. Stubbs, Memorials of St Dunstan, archbishop of Canterbury. Rolls Series 63. Londres, 1874. 162–249, 412–25.
- "Life of St Bregowine", Archbishop of Canterbury, ed. Henry Wharton, Anglia Sacra. Londres, 1691. 75–87 (donde la Biografía es erradamente atribuida a Osbern).